# Pranýř ve Vyšším Brodě
Pranýř se sochou svaté Barbory se nalézá v památkově chráněném areálu městského parku v severní části náměstí ve městě Vyšší Brod v okrese Český Krumlov.

## Historie
Gotizující kamenný pranýř na náměstí ve Vyšším Brodu pochází z roku 1597 a je na něm nasazen toskánský sloupek se sochou svaté Barbory. Ten stál od počátku 18. století na nedalekém hřbitově (u kostela sv. Bartoloměje) a na pranýř se dostal roku 1788.  U pranýře v minulosti stávala osmiboká kašna se sochou svatého Jana Nepomuckého. Kašna však byla zavezena navážkou.

## Popis
Pranýř se v současnosti skládá z pěti částí - na čtyřbokém čtvercovém kamenném kvádru je umístěn nejprve osmiboký kamenný sloup se stříškou, na které stojí další osmiboký sloup ozdobený čtyřmi zářezy a zakončený osmibokou kamennou stříškou, na které stojí další, tentokrát čtyřboký kamenný sloup s německým nápisem zakončený čtyřbokou hlavicí, na které je umístěn válcový toskánský sloupek na jehož vrcholu stojí socha svaté Barbory.

## Galerie

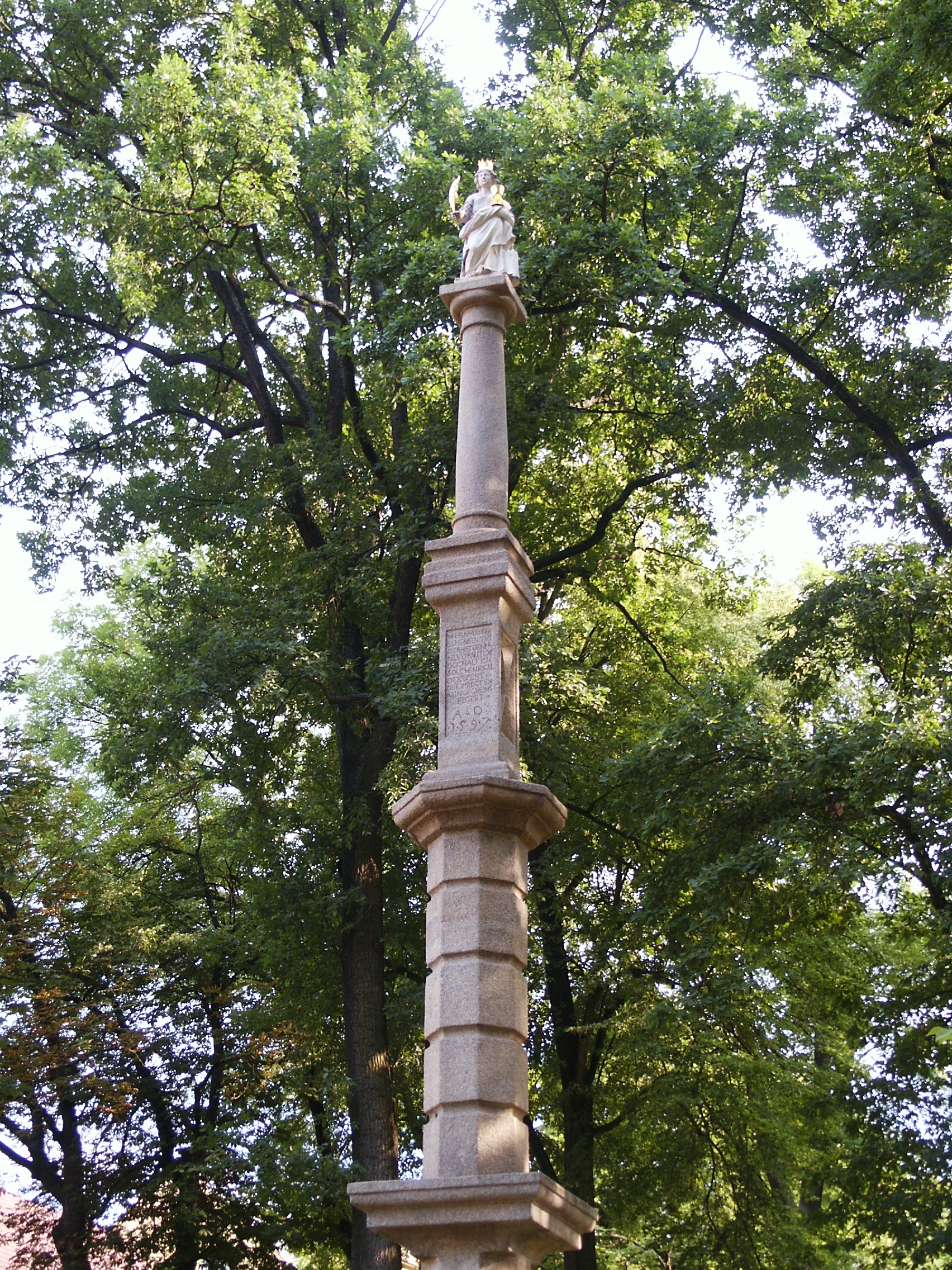
Pranýř ve Vyšším Brodě
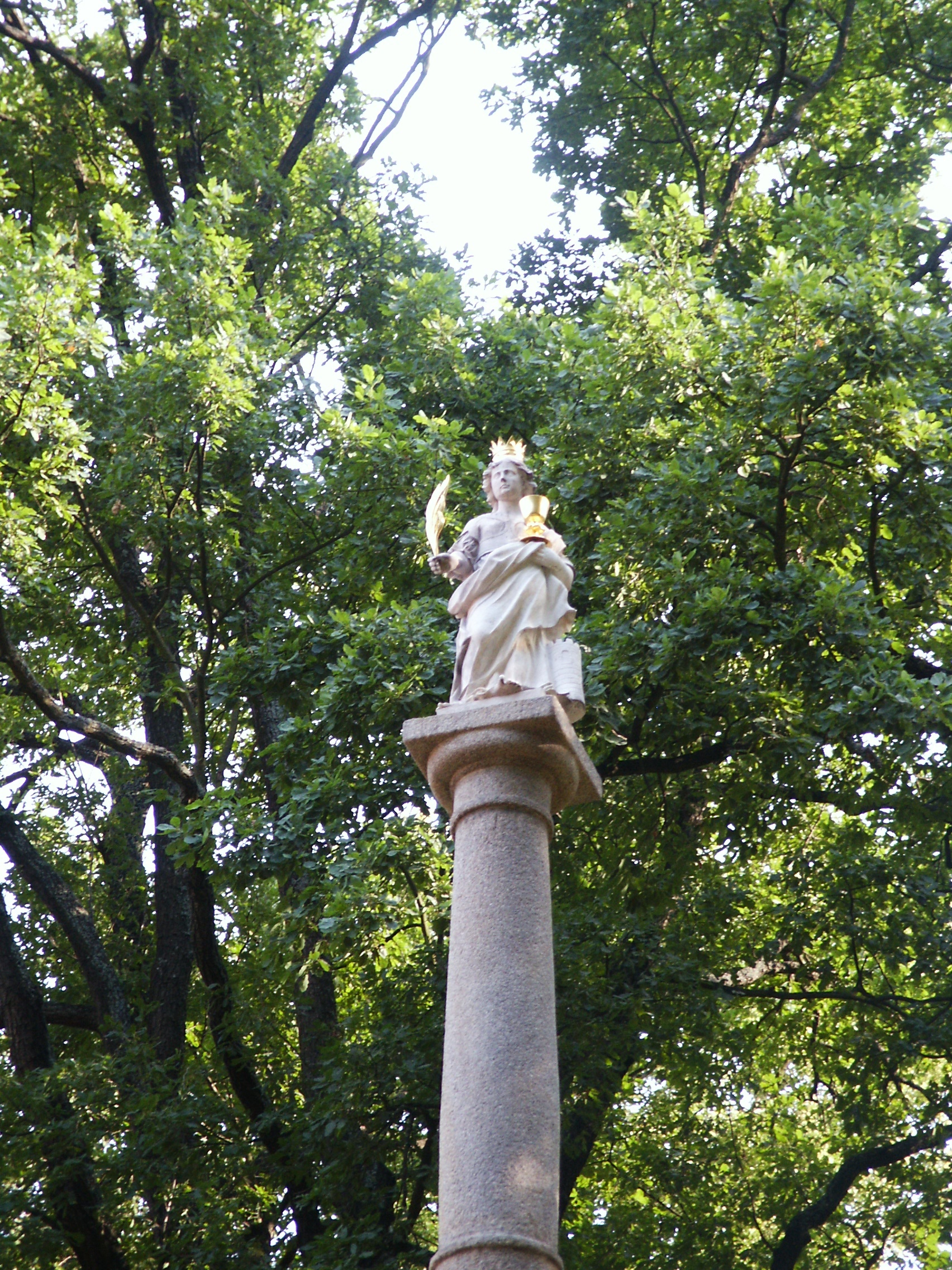
Pranýř ve Vyšším Brodě
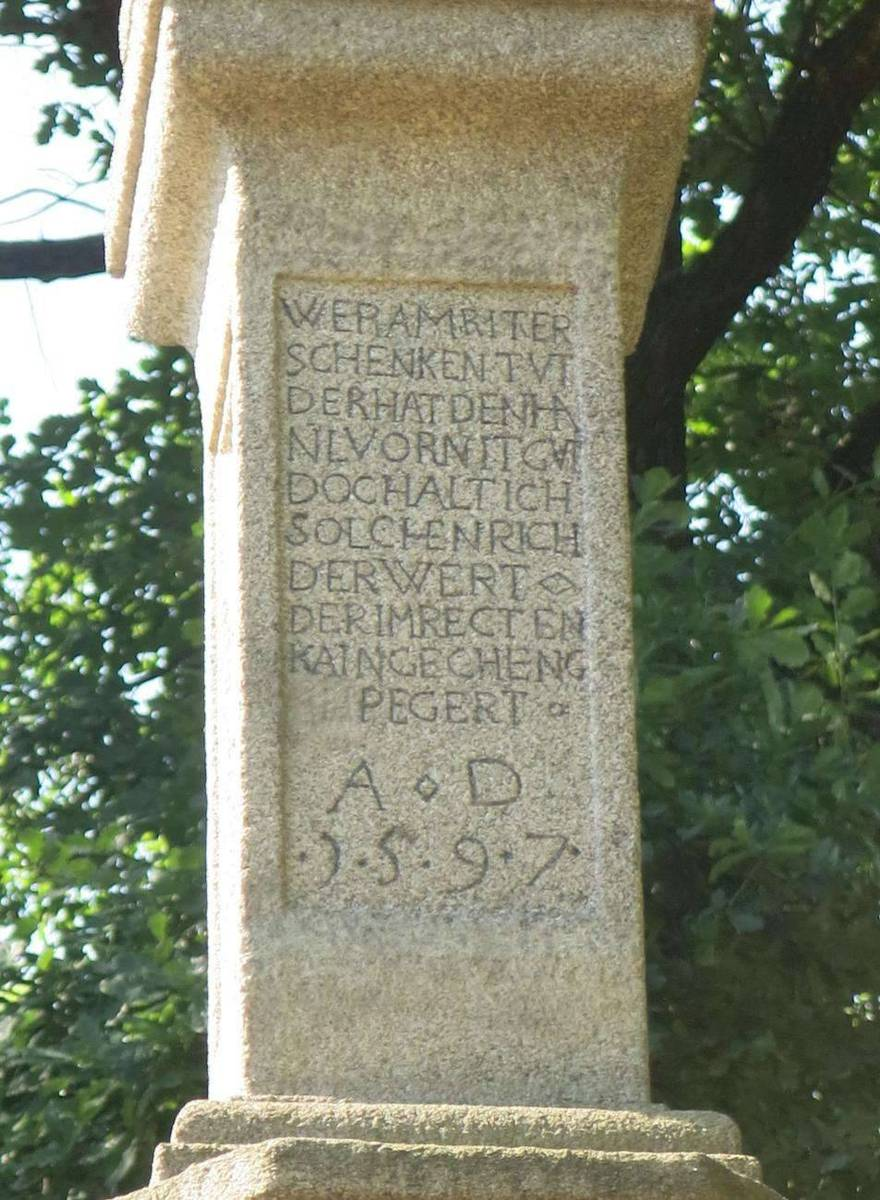
Pranýř ve Vyšším Brodě - detail nápisu
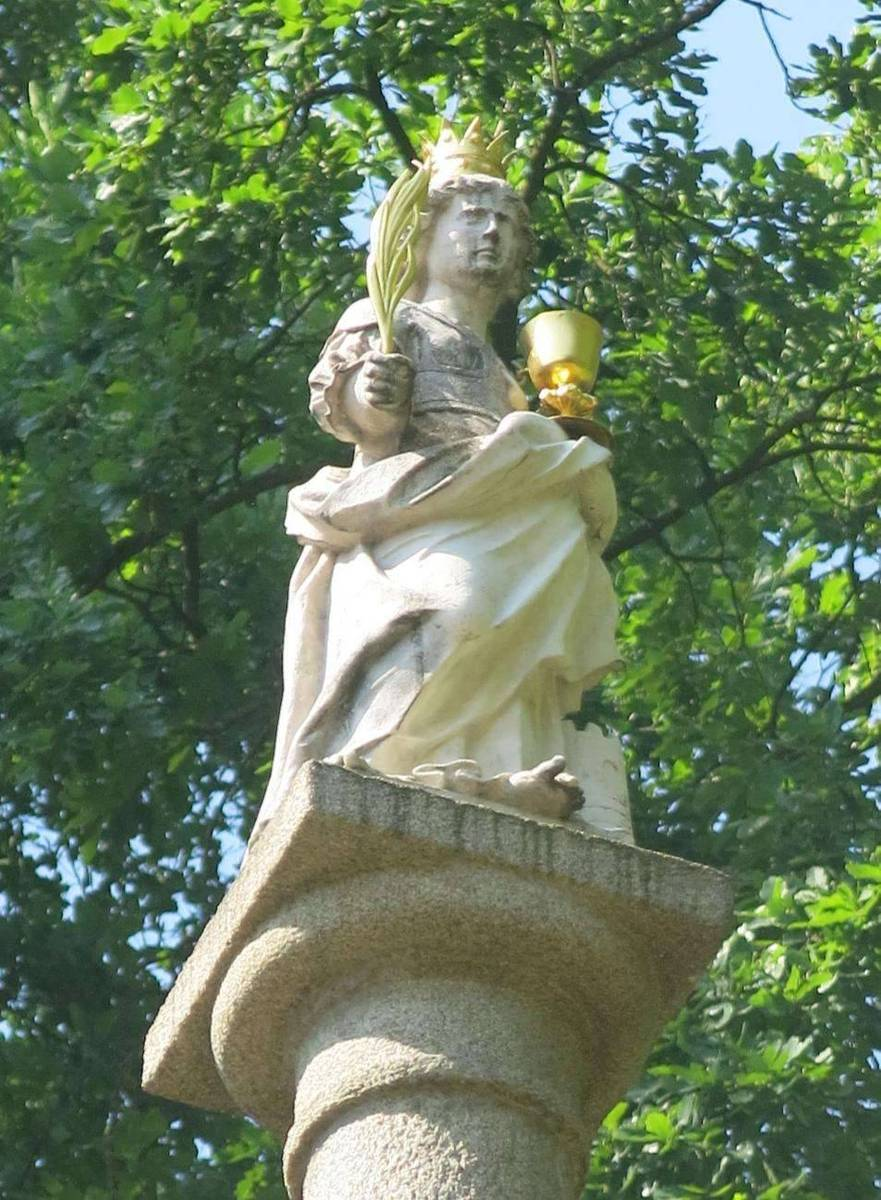
Pranýř ve Vyšším Brodě - detail sochy